# Транспорт в Чехия
Чехия има широко развита автомобилна, железопътна, въздушна и речна инфраструктура.
Дължината:
- на жп линиите е 9341 км,
- на шосетата – 56 хил. км,[1] а
- на водните пътища – 677 км.

Дължината на автомагистралите е 498 км.
Ограничения в скоростта по шосетата:
- в населените места – 50 км/ч,
- извън тях – 90 км/ч, а
- на магистралите – 120 км/ч.

Главни пристанища:
- Дечин,
- Усти на Лабе (речен транспорт).

Летища:
- Прага – Рузинско летище;
- Бърно – Турани;
- Острава – Мошнов.

Пражкото метро има дължина 53,8 км и 53 станции. Отделно в големите градове (Прага, Бърно, Оломоуц, Острава, Пилзен и др.) има добре развита трамвайна и автобусна мрежа, която се обслужва от трамваи и автобуси от чешко производство.
Чешките железници закупуват 7 електрически състава Pendolino за ускорен превоз на пътници по международните и вътрешните линии със скорост около 200 км/ч.
Годишно Чехия се посещава от повече от 6 милиона туристи.
Интересни места за посещение са Прага, Бърно, Карлови Вари; замъците Карълщейн, Боузов и други.